# Kadıbükü, Safranbolu
Kadıbükü là một xã thuộc huyện Safranbolu, tỉnh Karabük, Thổ Nhĩ Kỳ. Dân số thời điểm năm 2010 là 62 người.